# Microsoft Office Specialist
Microsoft Office Specialist (MOS) (wcześniej Microsoft Office User Specialist Certificate (MOUS)) – program certyfikacji użytkowników w zakresie aplikacji Microsoft Office. MOS jest jedynym programem certyfikacji autoryzowanym przez Microsoft w zakresie Microsoft Office i Microsoft Project.